# Parafia św. Kazimierza w Warszawie
Parafia św. Kazimierza w Warszawie – rzymskokatolicka parafia należąca do dekanatu mokotowskiego, archidiecezji warszawskiej, metropolii warszawskiej Kościoła katolickiego, w Warszawie. Obsługiwana przez księży Zmartwychwstańców.

## Historia
Parafia została erygowana w 1950. 
Kościół parafialny został wzniesiony w dwudziestoleciu międzywojennym.

## Proboszczowie
- ks. Tadeusz Gajda CR (2000–2006)
- ks. Mieczysław Młynarczyk CR (2006–2012)
- ks. Radosław Glimasiński CR (od 2012)